# Pragmatique (linguistique)
Pour la doctrine philosophique, voir Pragmatisme.
Pour les articles homonymes, voir pragmatique.
La pragmatique est une branche de la linguistique qui s'intéresse aux éléments du langage dont le sens ne peut être compris qu'en connaissant le contexte de leur emploi. 

## Introduction
La pragmatique est née au XIXe siècle aux États-Unis mais elle a commencé à se développer surtout après la Seconde Guerre mondiale. Dès le XIXe siècle, plusieurs penseurs[Lesquels ?], s’appuyant sur le "scepticisme spéculatif" de la réalité, ont soutenu l’idée que la pensée ne saurait jamais aller au-delà d’une connaissance pratique.
Sur cette base, William James (1842-1910) a développé une doctrine qu’il a appelée pragmatique (du grec pragma « action »). Son ami Charles S. Peirce (1834-1914) a, lui, employé le terme voisin de pragmaticisme, et il a mis l’accent sur l’activité sémiotique de l’homme, donc sur l’emploi des signes. Tout naturellement, sa réflexion a rencontré les signes linguistiques et leur emploi.

### Objet de la pragmatique linguistique
La pragmatique s'intéresse ainsi d'un côté aux phénomènes de dépendances contextuelles propres aux termes indexicaux, c'est-à-dire ceux qui, comme je, ici ou maintenant, ont leur référence déterminée par des paramètres liés au contexte d'énonciation (voir notamment les travaux du philosophe et logicien californien David Kaplan), ainsi qu'aux phénomènes de présupposition.
D'un autre côté, elle vise aussi parfois à faire une théorie des inférences que l'on tire des énoncés linguistiques sur la base de nos connaissances générales sur le monde et d'hypothèses sur les intentions des locuteurs. Elle s'appuie en particulier sur la distinction introduite par le philosophe américain Paul Grice entre le sens pour le locuteur et le sens proprement linguistique des énoncés. En France, à peu près à la même époque, Oswald Ducrot (Dire et ne pas dire, 1972) développait des idées comparables. Dan Sperber, philosophe et anthropologue français, et Deirdre Wilson, linguiste britannique, ont développé à partir de ces idées une théorie pragmatique générale, connue sous le nom de théorie de la pertinence.
Les principaux travaux d'Oswald Ducrot portent d'une part sur la présupposition, c'est-à-dire sur le fait que certaines expressions linguistiques, pour être utilisées de manière appropriée, requièrent que les locuteurs partagent certaines croyances (par exemple, pour pouvoir comprendre de manière appropriée « Paul aussi est venu », il faut que l'ensemble des participants à la conversation partagent la croyance que quelqu'un d'autre que Paul est venu). D'autre part, Ducrot s'est intéressé à la façon dont certains énoncés véhiculent, au-delà de leur signification littérale, certaines informations implicites. La pragmatique est envisagée par d'autres théoriciens comme une science de la communication (comme par le linguiste suisse Jacques Moeschler et Anne Reboul, La pragmatique aujourd'hui, 1998).
Dans cette perspective élargie, elle étudie l'usage du langage dans la communication et dans la connaissance.
Largement tributaire du cognitivisme, la pragmatique élargie considère les mécanismes inférentiels dans la connaissance, la construction des concepts, l'usage non littéral du langage, l'intentionnalité dans l'argumentation, etc.
C'est, par exemple, le cas de l'approche pragmatique en psychologie qui s'intéresse à l'étude des processus cognitifs et psychologiques en jeu dans les interactions langagières en partant du principe que la conversation, en tant que lieu naturel d'expression des comportements, constitue un cadre d'observation privilégié de l'intrication du cognitif et du social où l'on peut espérer observer certaines heuristiques cognitives spécifiques de la gestion des mécanismes de coopération. De même, de plus en plus de chercheurs considèrent dorénavant que l'analyse conversationnelle, telle qu'elle est réalisée par l'approche pragmatique en psychologie, est déterminante en matière de psychopathologie scientifique dans la mesure où elle contribue à l'explication de certains processus mentaux, en partie infra-intentionnels, qui sont activés par les sujets communicants.
La pragmatique peut être envisagée de deux points de vue :
1. Une pragmatique qui s'occupe de l'influence et des conséquences du langage sur le contexte (extralinguistique) – optique proche de celle d'Austin[1] (comment modifier le monde en disant quelque chose / comment agir sur le monde en disant quelque chose).
2. Une pragmatique qui s'occupe plutôt de l'influence et des conséquences du contexte sur le langage (dans quelle mesure ce qui est dit dépend des circonstances dans lesquelles cela est dit). Cette deuxième perspective permet également de rendre compte de ce que l'on appelle la « communication non verbale » (distincte des comportements non verbaux (cf. Jean Corrase)[réf. nécessaire].

### Contexte et cotexte
Deux notions sont à distinguer en pragmatique : Le contexte et le cotexte (ou co-texte).
Le contexte englobe tout ce qui est extérieur du langage et qui, pourtant, fait partie d'une situation d'énonciation. Dans le cadre du contexte, on englobe tous les éléments comme le cadre spatio-temporel, l'âge, le sexe des/du locuteur(s), le moment d'énonciation, le statut social des énonciateurs etc. Nombre de ces marques contextuelles sont inscrites dans le discours, et font intégralement partie de la déixis. Ce sont, comme on les appelle, des déictiques. En tout, nous pouvons énumérer cinq types de déictiques
1. Déictiques personnels: ce sont des outils de grammaticalisation des marques de personne dans une situation d'énonciation correspondant aux participants. Nous pouvons placer dans cette catégorie les déictiques « je », « tu », « nous », « vous » et « on ». Pour ce dernier, peu importe le fait qu'il n'est pas covalent avec un emploi de la troisième personne car il peut englober aussi bien des référents qui, en discours « défini », prendraient les marques de la première et de la deuxième personne du pluriel et/ou du singulier.
2. Déictiques temporels: ce sont des marqueurs de temps qui situent l'énoncé par rapport au moment de l'énonciation. (Exemples : « aujourd'hui », « il y a trois jours », « cet automne »).
3. Déictiques spatiaux : ce sont des marqueurs de lieu qui situent l'énoncé par rapport au moment de l'énonciation. (Exemples : « ici », « là ».)
4. Déictiques discursifs : Quelques exemples : « ça, ci-dessus, ledit citoyen, cette histoire, par la présente, dans le développement subséquent, ce dont au sujet duquel j't'avons causé hier soir »[2].
5. Déictiques sociaux (en relation étroite avec les déictiques de la personne): Quelques exemples : « votre altesse, mon cher collègue, la grande bonté dont votre excellence a su faire preuve en de semblables circonstances »[3].

Outre ces déictiques, on peut aussi citer les implicatures conversationnelles, lorsque la signification d'un énoncé dépend de quelque chose qui est impliqué par le contexte (et non simplement présupposé par l'énoncé lui-même).
Littéralement, cotexte signifie le texte autour d'un énoncé. D'un point de vue cognitif et conversationnel, le cotexte peut être défini comme l'interprétation des énoncés immédiatement précédents, servant ainsi de prémisse à la production d'un énoncé donné. Les phénomènes cotextuels renvoient pour leur part aux liens des différents énoncés entre eux (cohésion, anaphore…).

## Méthode de la pragmatique

### Le statut du sens
La linguistique, étant une « science empirique » qui s’occupe des faits fournis par l’expérience, se définit par :
- la partie de la réalité qu’elle étudie, à savoir le langage articulé des êtres humains ;
- les connaissances scientifiques qu’on a sur ce domaine ;
- les méthodes permettant de construire ces connaissances scientifiques, puis de les apprécier, c’est-à-dire de déceler leurs qualités et leurs insuffisances.

On peut suivre Saussure, et bien d’autres linguistes, quand ils disent que le langage comporte deux faces : l’une - le signifiant - constituée de sons ou de lettres, ou alors de signes (cas des langues signées, employées surtout par les personnes sourdes), et qualifiée de "physique" parce qu’elle est perçue par les organes sensoriels que sont l’ouïe et la vue (le toucher pour l’alphabet Braille des non-voyants) ; l’autre, le signifié - la face sémantique, qui siège dans l’esprit des usagers et qui n’est pas "physiquement" communicable. La sémantique est constituée socialement par l'usage.
Concrètement, les énoncés, qu’ils soient oraux, écrits ou gestuels, sont d'abord des objets physiques. Quand on dit qu’ils ‘ont’ un sens, on utilise le verbe ‘avoir’ avec une valeur figurée. En fait, ‘les usagers leur attribuent un sens qu’ils construisent chacun pour sa part dans son esprit’ à partir des usages qu'ils ont précédemment rencontrés. En conséquence, d’un individu à l’autre, les sens affectés au même énoncé ne peuvent pas coïncider à tous les coups. Il arrive que le locuteur et l’auditeur lui donnent des sens différents, c'est le quiproquo. Toutefois, l'intercompréhension est la règle, le quiproquo l'exception. Il demeure donc tout à fait exact que les énoncés sont porteurs de sens et que l'usage social du langage vise à l’unité du sens, bien que les énoncés ne le contiennent pas. Le sens fait partie des phénomènes "psychologiques", ce qui implique que son étude est commune à la psychologie.

### Difficultés de méthode en sémantique
Malheureusement, les phénomènes psychologiques ne sont pas, ou pas encore, directement accessibles aux disciplines scientifiques dans leur état actuel. Les techniques dont elles disposent restent mal adaptées à cet objet. C’est pourquoi le grand problème auquel se heurtent les linguistes est bien celui du sens, partie du langage dont traite la sémantique. Les insuffisances que le linguiste américain Leonard Bloomfield (1887-1949) et ses disciples ont relevées dans cette discipline il y a plus de cinquante ans, n’ont toujours pas été éliminées.
En sémantique, on en est en effet réduit à tenir un discours sur le sens, avec cette difficulté supplémentaire, propre à toutes les spécialités de la linguistique, que, ce faisant, on se sert du langage pour décrire le langage. De fait, à peu près tous les exemples de l’acte de langage constituent des « expériences mentales », dites encore « expériences imaginaires ». Cela veut dire que nous fabriquons des énoncés, que nous leur prêtons des interprétations, que nous leur inventons des réponses pour confirmer ces interprétations. Cette façon de procéder peut apparaître peu scientifique. En physique, où on ne peut se contenter d’imaginer des expériences, mais où on doit les réaliser à l’aide d’appareils, elle serait condamnée sans appel, comme totalement dépourvue d’objectivité. Mais en linguistique, comme dans d’autres sciences humaines, on ne peut jamais l’éviter complètement : l’aspect sémantique des faits étant, pour l’instant, inaccessible aux "procédés d'objectivation et d’enregistrement", on est bien obligé de décrire l'expérience verbalement ; ou alors il faudrait ne pas en tenir compte, ce qui amputerait, d’une de ses parties majeures, le domaine étudié.
La seule amélioration qu’on puisse exiger consisterait à rechercher les énoncés et leurs réponses dans la réalité, au lieu de les imaginer. C’est du reste une pratique courante dans certains secteurs de la linguistique, par exemple en sociolinguistique, où on se livre à des enquêtes et à des enregistrements « sur le terrain ». Mais elle ne dispense pas ensuite des interprétations "subjectives". Dans le cadre présent, son bénéfice serait mince. L’expérience montre qu’il faut un énorme travail pour collecter suffisamment de données, avec des résultats qui ne sont pas toujours à la mesure des efforts consentis. Aussi les pragmaticiens inventent-ils leurs exemples, ou bien les empruntent-ils à leurs prédécesseurs. Les enquêtes de terrain sont reléguées à plus tard, lorsque les expériences purement mentales sembleront avoir épuisé leur fécondité.
Au total, le spécialiste prend comme appui sa propre compétence d’usager du langage, son aptitude à comprendre les énoncés qu’il étudie. La seule autre garantie qu’il ait, c’est l’assentiment de ses lecteurs, surtout des autres spécialistes, sur les analyses qu’il propose. Mais eux aussi accordent ou refusent cet assentiment en fonction de leur « sentiment linguistique » d’usagers. Au fond, on ne va pas au-delà d’une coïncidence de subjectivité. Telle est à ce jour la condition du linguiste.

### L’illusion descriptive
Le terme de sémantique n’a pas plus d’un siècle, mais presque de tout temps, on a fait de la sémantique sans le savoir, chaque fois qu’on a privilégié (à vrai dire presque toujours, mais pour des raisons diverses), un des aspects du sens : le sens appelé descriptif (ou encore constatif), c’est-à-dire le sens donné à un énoncé quand le locuteur a pour but de décrire « un état de choses », une partie de la réalité. On savait bien qu’à une telle fonction du langage, appelée souvent assertive, il fallait opposer le langage dit « actif », mais celui-ci paraissait tout à fait secondaire.
Or, il arrive couramment que le sens ne soit pas, ou pas complètement, du type descriptif. Supposons l’énoncé : Son exposé a la note 12. Si c’est un étudiant qui parle d’un camarade, il s’agit bien d’une description de la note attribuée par un professeur à l’exposé. Mais si la phrase est incluse dans un roman, il n’y a en réalité aucun exposé et aucune note ; le monde qu’elle « fait mine » de décrire est purement imaginaire, et ni l’auteur ni les lecteurs ne sont dupes. Enfin si celui qui parle ainsi est un examinateur en train d’apprécier l’exposé dans un jury, il fixe la note du fait même qu’il prononce la phrase. Rien pourtant dans la lettre de l’énoncé ne nous indique de quel sens il s’agit ; c’est à l’usager de le deviner.
On voit quelle est la variété des sens possibles pour une même phrase. Le sens descriptif est très fréquent, absolument essentiel, mais il ne bénéficie d’aucune exclusivité. Croire qu’il est le seul, ou le seul important, c’est tomber dans ce qui s’appelle l’illusion descriptive. Le langage n’est pas seulement, comme on dit, vériconditionnel, c’est-à-dire visant à être « vrai » en décrivant la réalité telle qu’elle est ou telle qu’on croit qu’elle est. Il comporte d’autres sortes de sens, auxquels la notion de vérité ne s'applique pas, il sert à autre chose. Au lieu de se borner à reproduire la réalité, il permet notamment d’agir sur elle, et en premier lieu sur l’interlocuteur (qui fait partie lui-même de la réalité !).

## Le meneur de jeu dans le langage

### Énoncé et énonciation
Parmi les linguistes français, Émile Benveniste (1902-1976) paraît avoir été le premier à relever systématiquement dans ses articles des faits analogues à ceux que d’autres ont, à la même époque ou plus tard, rangés sous la rubrique « pragmatique ». On lui attribue tout du moins et avec raison, le mérite d’avoir clairement séparé l’énoncé et l’énonciation et d'avoir souligné l’intérêt d’étudier cette dernière.
Utilisons une métaphore éclairante : dans la fabrication des objets, on ne doit pas confondre la production, le produit, son utilisation, sans compter le(s) producteur(s) et le(s) utilisateur(s). De même, à propos du langage, il convient de distinguer l’acte par lequel on produit un énoncé, l’énoncé lui-même (« matériel » puisqu’on peut l’enregistrer), l’acte par lequel on le comprend, mais aussi l’énonciateur qui le produit, le ou les destinataires qui le comprennent. La comparaison avec la fabrication des objets matériels s’arrête là, car l’activité langagière comporte l’affectation de sens dont nous avons parlé et à quoi rien ne correspond dans les domaines non sémiotiques.

### Ladeixis
Saussure avait déjà proposé un « circuit de la parole » et Roman Jakobson, bien plus récemment, un schéma de la communication linguistique. Ce dernier avait en outre souligné l’importance d’éléments qu’on retrouve pratiquement dans tous les systèmes linguistiques, qu’on peut donc tenir pour des « universaux » du langage et dont le fonctionnement sémantique est inséparable de la situation d’énonciation. Il les a dénommés « embrayeurs » (en anglais shifters), terme auquel on préfère souvent aujourd’hui une appellation empruntée à Peirce, celle de « déictiques ». Ainsi les pronoms personnels, objet d’une étude souvent citée de Benveniste, sont à ranger parmi les déictiques.
Déictique est l’adjectif correspondant à deixis, qui signifie en grec l'« action de montrer ». Elle s’applique à une famille d’opérations sémantiques inséparables de la situation où l’énoncé est produit, donc de l’énonciation. Supposons qu’en réponse à une invitation, j’accepte en prononçant le très court énoncé : « J’irai ». On y trouve deux éléments déictiques. Le plus apparent est le pronom personnel je (repris d’ailleurs par la désinence verbale -ai, du fait que le verbe, en français, s’accorde avec son sujet). Pour savoir qui est désigné par je, pour identifier cette « première personne », il faut savoir qui prononce l’énoncé. Or ce renseignement est normalement fourni par la situation d’énonciation : l’auditeur entend et généralement (mais pas dans l’obscurité ni au téléphone !) voit la personne qui parle ; elle lui est ainsi « montrée » par la situation, d’où le terme de deixis. Le déictique je invite donc l’auditeur à compléter le sens en se reportant à la situation. Pour comprendre, on a en effet besoin d’une indication que les mots de l’énoncé ne fournissent pas. Quant au second déictique de l’énoncé, c’est tout simplement le morphème de futur -r-. Par lui-même, il veut dire que le procès signifié par le verbe aura lieu dans l’avenir. Mais l’avenir est une notion relative. Il suppose un moment donné après lequel il est situé. Quel est ce moment donné ? Là encore, il est précisé par la situation d’énonciation : il s’agit du moment « présent », qui est l’instant où l’énonciateur est en train de parler. Mais nous y sommes tellement habitués que nous n’en prenons plus conscience et que l’avenir comme le présent ou le passé nous paraissent des notions allant de soi.
Quand la situation d’énonciation n’est pas connue, il faut, sinon renoncer tout à fait aux déictiques, du moins les préciser par des renseignements objectifs, par exemple, dans un écrit, en fournissant la date et en signant, de manière à permettre au lecteur de localiser le présent et d’identifier la personne désignée par je. Le contexte sert alors de situation, ce qui explique que certains déictiques, comme les démonstratifs (ce, etc.), peuvent indifféremment servir à montrer ce qu’on a sous les yeux dans la réalité (« Où conduit cette route ? ») ou à renvoyer à des mots du contexte (« J’ai eu un coup de téléphone de Pierre ; ce vieil ami m’a donné de bonnes nouvelles »). Dans le second cas, on parle communément d’emploi anaphorique.
Très schématiquement, on peut dire que tout locuteur, en prenant la parole, établit un ensemble de trois coordonnées (ego - nunc - hic, dit-on avec des mots latins) liées à la situation d’énonciation et manifestées par les déictiques. Il fixe ainsi :
- un repère subjectif, la « première personne », le je (ego en latin), par rapport auquel se déterminent d’une part la « deuxième personne », c’est-à-dire le destinataire de l’énoncé, donc tu (ou vous), d’autre part le reste, ce ou ceux qui ne participent pas au dialogue, mais dont on parle, la « troisième personne » (la personne absente, disent les grammaires arabes) ;
- un repère temporel, le maintenant (nunc en latin), moment de l’énonciation, soit un présent avant et après lequel se situent respectivement le passé et l’avenir ;
- un repère spatial, le ici (hic en latin), c’est-à-dire l’endroit où se trouve l’énonciateur, ce qui permet de définir la proximité et l’éloignement.

### L’énonciateur
Ainsi s’établit une sorte de hiérarchie fonctionnelle, où l’énonciateur bénéficie sur le destinataire d’un privilège très net. L’énonciateur a en effet, au moins momentanément (tant qu’il a la parole), l’initiative ; le destinataire ne peut qu’essayer de le suivre. Une analyse attentive fait d’ailleurs apparaître l’importance qu’a dans le langage la « subjectivité », c’est-à-dire le rôle qui revient au sujet parlant (où écrivant) : non seulement, comme on vient de le voir, il occupe grammaticalement un rôle central, mais encore c’est lui qui infléchit le cours du dialogue, choisit ce qui est dit et la façon de le dire, peut donner ses jugement, pourtant personnels, comme des évidences, tend ou détend l’atmosphère, etc. Cet avantage l’autorise même, quand il est à court d’arguments valables, à en invoquer un qui est au fond absurde, mais qui révèle bien une dominance provisoire : « Puisque je te le dis… » On comprend que l’interlocuteur ait intérêt à ne pas demeurer trop longtemps dans la condition d’auditeur et à prendre lui-même à son tour la parole. Celui qui reste trop souvent muet a vite conscience de son état d’infériorité.
Cependant, qui est je ? Cette question paraît comporter une réponse évidente, mais ce n’est pas le cas. Voyons en effet qui je peut désigner en dehors du sujet parlant. On passera rapidement sur certains cas souvent évoqués comme le discours rapporté au style direct. Rapportant ou faisant comme s’il rapportait les paroles d’autrui, le locuteur peut répéter le je de cette tierce personne ; on a alors une citation ou mention, que l’usage à l’écrit est de mettre entre guillemets (Il m’a dit : « Je viendrai », exemple où les deux pronoms de première personne me et je ne visent pas le même individu, mais où il et je ont même référence). Moins connu et pourtant usuel est ce qu'on peut appeler le « discours anticipé », où le locuteur formule par avance les paroles que son auditeur doit prononcer. Ainsi un président de tribunal invitera en ces termes chaque témoin à prêter serment : Dites : « Je le jure ». Il peut encore arriver qu’on s’adresse à un indiscret en lui disant De quoi je me mêle ?, ce qui constitue une sorte d’agression verbale, où l'on s’empare illégitimement, sinon du moi d’autrui, au moins du déictique le désignant.
En fait, je renvoie aussi à l’énonciateur et, malgré les apparences, ce terme d’énonciateur, avec lequel le terme de locuteur (ou de scripteur) a l’air de faire double emploi, ne désigne pas toujours la même personne que lui. L’énonciateur est le responsable du discours tenu, bien plutôt que le sujet parlant ou écrivant. C’est seulement dans la mesure où le plus souvent le responsable et le locuteur effectif s’identifient que cette double référence de je ne pose pas de problème. D’autre part, on devra éviter la confusion entre la notion linguistique de « sujet parlant », ou de subjectivité, et la notion philosophique ou psychologique de « sujet », même si, au moment de l’apprentissage du langage, l’assimilation du système déictique contribue sans aucun doute à la constitution du sujet psychologique.
Il faut donc être conscient des difficultés que soulève la notion d’énonciation. Il arrive, plus souvent qu’on ne pourrait le croire, que l’énonciateur soit incertain ou même multiple. Il est incertain, par exemple, quand le locuteur ou le scripteur n’est manifestement qu’un porte-parole, mais qu’il n’est pas précisé un porte parole de qui. C’est de plus en plus fréquent dans le monde contemporain, où nous sommes assaillis de messages impératifs véhiculés par des machines, des haut-parleurs, des affiches sans que l’autorité responsable soit nommée.
Il est multiple, auquel cas on parle de polyphonie chaque fois que, dans un énoncé, la responsabilité de ce qui est dit incombe à plusieurs instances. Ainsi le locuteur qui cite un proverbe à l’appui d’une appréciation le prend à son compte, mais en même temps il rappelle que ce n’est pas lui qui l’a inventé, si bien que l’opinion commune, la doxa, se trouve également en cause : elle est ainsi associée au locuteur dans la responsabilité de l’énonciation.
Il faut donc prendre garde aux simplifications abusives, qui enfermeraient le fonctionnement langagier dans le cadre déictique étroitement conçu. Le langage est plus subtil, il permet d’autres effets. Toutefois, ce sont des effets indirects, qui ne remettent pas en cause ce qui a été dit sur les bases de la deixis. De l’examen des déictiques et de la constatation de leur fréquence, on pourra donc tirer la conclusion que les langues sont faites avant tout pour fonctionner « en situation ». Comme le langage est un jeu qui se joue normalement à deux (ou davantage), la conversation face à face, le dialogue, semble bien le plus typique de ses modes d’utilisation. Il en autorise d’autres, comme l’écriture, le monologue, le discours unilatéral, mais ils ne sont pas aussi fondamentaux et ils comportent, ne serait-ce que par le recours aux temps verbaux, eux-mêmes déictiques comme on l'a vu, des éléments dont l’origine est certainement à chercher dans les emplois conversationnels. C’est pourquoi les pragmaticiens mettent volontiers l’accent sur le langage « ordinaire », celui de l’usage quotidien.

## Les actes de langage

### Classification
Austin, après avoir étudié les actes accomplis grâce aux énoncés « performatifs », qui, dans le langage, lui paraissaient les plus dignes d’intérêt, s’est aperçu que le terme même d’acte était extrêmement extensible et il a proposé une classification englobante. Il propose d’appeler « locutoires » une première série d’actes, ceux sans lesquels il n’y aurait aucune mise en œuvre du langage : par exemple concevoir des phrases, choisir des mots, les ordonner en phrases, leur attribuer du sens, les prononcer ou les écrire, les entendre ou les lire, les comprendre, etc. Il s’agit ici des formes multiples que prend l’activité langagière dans l’organisme humain (rappelons que nous avons accepté de considérer comme organique ce qui est d’ordre psychologique aussi bien que ce qui est d’ordre musculaire ou sensoriel).
La seconde catégorie est celle des actes « illocutoires », c’est-à-dire des actes contenus dans le langage. Avec le langage, on peut en effet accomplir une multitude d’actions, si nombreuses que nul n’en a établi une liste complète : décrire, interroger, répondre, ordonner, juger, promettre, prêter serment, certifier, parier, s’excuser, pardonner, condamner, féliciter, blâmer, remercier, saluer, inviter, insulter, menacer, argumenter, conclure, avouer, présenter une enquête, nommer à un poste, etc. Les actes illocutoires vont donc bien au-delà de la simple description du réel à laquelle on s’intéressait classiquement. Décrire n’est qu’une des activités que permet le langage.
La notion d’acte illocutoire est assez proche de celle de sens, mais seulement à condition que cette dernière ne soit pas étroitement conçue. Le sens doit englober non seulement ce qu’on appelle couramment, d’un mot imagé, le « contenu », disons le sens des mots, mais aussi la « force illocutoire » de l’énoncé, autrement dit l’acte ou les actes illocutoires que dans « une énonciation donnée », il sert à accomplir. Car « un même énoncé peut avoir des forces illocutoires différentes selon les énonciations ».
Certains des actes évoqués ici impliquent forcément le recours au langage, ils sont donc toujours illocutoires. Ainsi, il est difficile de promettre autrement qu’en se servant de mots. Au contraire, pour d’autres, on a le choix : on peut saluer en disant « Bonjour » ou « Salut », donc en accomplissant un acte illocutoire, mais, tout aussi bien, en faisant un geste (embrasser, serrer la main, retirer son chapeau…) ou encore, en recourant à la fois à une formule et à un geste (serrer la main et dire « Bonjour »). Cette remarque corrobore la légitimité du rapprochement qu’ont effectué les pragmaticiens entre langage et action.
La troisième et dernière catégorie vise les actes « perlocutoires », tous ceux, en nombre indéterminé, qu’on cherche ou qu’on peut chercher à accomplir au moyen du langage : faire comprendre, persuader, consoler, instruire, tromper, intéresser, impressionner, mettre en colère, calmer, faire peur, rassurer, se concilier, influencer, troubler, etc. Ici encore, certains des actes ne peuvent guère être réalisés que par la voie langagière, ainsi ceux de persuader ou d’instruire, alors que d’autres peuvent s’obtenir aussi bien ou mieux par d’autres moyens, par exemple faire peur.
Entre les actes illocutoires et les perlocutoires, la distinction est parfois assez délicate. On serait tenté de définir les premiers comme les actes de langage qui ne peuvent échouer, justement parce qu’ils sont inséparables du langage : si, selon une formule familière aux pragmaticiens, dire c’est faire, il suffit d’avoir dit pour avoir fait. Ainsi la promesse est constituée dès qu’on a émis les paroles convenables (par exemple ‘je promets’) et il faut alors la distinguer de son exécution : sera-t-elle tenue ou non, c’est, en effet, une tout autre question. De même un ordre est donné dès qu’on a dit ‘j’ordonne’, même si, ensuite, il n’est pas exécuté : ordonner, c’est-à-dire exiger l’obéissance, est un acte illocutoire, tandis qu’obtenir cette obéissance ne l’est pas ; c’est ou ce peut être (car il existe pour l’obtenir d’autres moyens que le langage) un acte perlocutoire. Les actes perlocutoires, de leur côté, connaissent donc couramment l’échec, comme la plupart des autres activités humaines.
Malheureusement, ce critère un peu simpliste ne fonctionne pas toujours. De nombreux actes illocutoires ne peuvent être valablement accomplis que par des personnes qualifiées et placées dans une situation bien déterminée et pas par n’importe qui, ni dans n’importe quelle circonstance. Ils sont alors – on dit en pragmatique – soumis à des conditions de réussite. (en anglais « felicity »). Voici des exemples. Décréter fait partie des actes illocutoires : un décret se présente sous la forme d’un document écrit. Mais seuls sont en état de décréter des gens investis d’une autorité particulière, président de la République ou ministres. Et encore faut-il qu’ils se mettent dans les conditions de validité requises : ainsi certains décrets présidentiels ne sont-ils valables que contresignés par le Premier ministre. De même une nomination (‘M. Untel est nommé directeur de tel service’) ne peut être faite que par une personne qui en a le pouvoir. De nombreux actes illocutoires – mais pas tous – dépendent donc d’un cadre juridico-social approprié.

### L’argumentation
On peut sans doute ranger parmi les actes illocutoires « l’argumentation », que les travaux d’Oswald Ducrot et Jean-Claude Anscombre ont mise en relief. Selon eux, c’est, au moins autant que la description, une des fonctions essentielles du langage. Elle consiste à appuyer un certain nombre d’autres qui vont dans le même sens. Les destinataires, en effet, ne sont pas disposés à admettre le contenu de n’importe quel énoncé, ils attendent souvent des justifications avant d’accorder leur adhésion. En dépit de l’adage « Qui ne dit mot consent », les locuteurs savent fort bien que le silence des auditeurs peut être lourd de scepticisme. Autrement dit, il faut les persuader, acte perlocutoire comme nous l’avons dit. Sa réussite est suspendue à l’efficacité de l’argumentation présentée. Par exemple, on n’acceptera un jugement tel que Pierre est un honnête garçon, sauf si c’est une opinion très généralement reçue et donc incluse dans la compétence encyclopédique des gens (à l’exception de l’intéressé !), que si l’auteur du jugement peut citer des faits où Pierre a montré la qualité qu’on lui prête ainsi.
Ducrot et Anscombre ont établi qu’on pouvait difficilement définir certains éléments linguistiques sans faire entrer en compte leurs « orientations argumentatives ». Soit l’énoncé Pierre est riche, mais honnête. Pourquoi mais, étant donné que cette conjonction semble indiquer une opposition (aussi l’appelle-t-on communément adversaire « qui s’oppose ») alors que la richesse, situation de fait, et l’honnêteté, vertu morale, ne sont pas sur le même plan ? L’explication serait que mais indique une inversion d’orientation argumentative. Être riche est, dans l’opinion générale, une présomption en faveur de la malhonnêteté : l’origine d’une fortune est a priori suspectée. Ici, la conclusion soutenue, Il est honnête, ne découle pas, bien au contraire, de l’argument précédemment donné, qui apparaîtra alors comme une sorte de concession faite à la réalité. On aura donc sans doute besoin d’autres arguments, ceux-là positifs, pour la rendre acceptable.

### La performativité
John Langshaw Austin avait prêté une attention particulière à un certain type d’énoncé qu’il avait qualifié de « performatif » (de l’anglais « to perform » = faire, accomplir). La différence entre les énoncés performatifs, comme « Viens ici ! » ou « Je promets de venir » et les autres, dits « constatifs », comme « On m’a téléphoné sur cette question », tient à ce qu’on a appelé depuis la « direction d’ajustement ». Les énoncés constatifs ont pour but de décrire le réel, donc de s’ajuster à lui ; le réel reste, après l’émission de l’énoncé, ce qu’il était auparavant. Au contraire, les énoncés performatifs, agissant sur lui, le modifient : après un énoncé performatif, le réel n’est plus tout à fait ce qu’il était auparavant ; cette fois-ci, c’est donc le réel qui s’ajuste à l’énoncé : dans les exemples qui viennent d’être proposés, il comporte désormais la promesse ou l’ordre créé par voie verbale.
Paradoxalement, Austin a ensuite renoncé à isoler la catégorie des énoncés performatifs. En effet, à la réflexion, ses limites peuvent paraître incertaines. Par exemple, l’énoncé constatif « On vous appelle au téléphone » ne fait, en apparence, que décrire une situation. Mais en fait, il modifie la réalité. Grâce à lui, on est passé d’un monde où le destinataire n’était pas prévenu de l’appel téléphonique à un monde où il l’est. Sur un point, l’énoncé, visant à représenter le réel, s’ajuste à lui ; sur un autre, c’est l’inverse, puisqu’il a pour effet d’enrichir les connaissances du destinataire. L’énoncé, tout en restant constatif, a donc un aspect performatif. L’énonciation d’une seule et même phrase fait alors d’une pierre deux coups : elle « décrit » et elle « informe », actes qui appartiennent à des catégories différentes. Il faut retenir que très couramment « une énonciation unique a ainsi des effets multiples », sa force illocutoire est complexe.
Malgré les scrupules d’Austin, les pragmaticiens ont pourtant conservé l’étiquette de performatif. Ils appliquent à des énoncés, des énonciations, des verbes, etc., quoique d’une façon qui n’est pas toujours d’une parfaite cohérence. Tantôt performatif signifie « qui réalise effectivement tel acte par voie verbale (il vaudrait mieux dire « performant »), tantôt il signifie « qui est susceptible de réaliser l’acte par voie verbale ». Car, comme on le voit sur des exemples, un même énoncé peut réaliser ou ne pas réaliser l’acte. Dès lors il est ou il n’est pas performant, cela dépend de l’énonciation. Quand « Ça va » répond à une interrogation sur l’état de santé de l’interlocuteur, c’est une simple information, et on ne parlera pas dans ce cas d’énoncé performatif ; quand il répond à « Je m’excuse », il constitue le pardon sollicité, on le classera donc parmi les énoncés performatifs.
On peut, par exemple, inviter quelqu’un à aller au cinéma en lui disant : « Viens au cinéma avec moi ». C’est un énoncé performatif (et même performant), grâce auquel on « fait » (acte !) l’invitation. L’emploi de l’impératif, mode qui exprime l’ordre (latin « impero » : « j’ordonne ») ou, plus exactement, l’incitation, amicale (comme ici) ou contraignante, est alors responsable du caractère performatif revêtu par l’énonciation. Mais le même effet peut être obtenu à l’aide d’un énoncé tout différent : « Je t’invite à aller au cinéma ». L’énoncé est performatif, comme le précédent, et en outre il inclut un « verbe performatif » (qui réalise une action par le fait même de son énonciation), le verbe « inviter ».
Sont classés dans la catégorie des verbes performatifs tous les verbes désignant un acte performatif, mais qui, en même temps, peuvent servir à l’accomplir, à la condition expresse d’être à la première personne s’ils ont la forme active (« Il t’invite à aller au cinéma » n’est pas un énoncé performatif ; tout au plus peut-il servir à transmettre l’invitation d’autrui) ou d’avoir la forme passive (dire « C’est promis » est une façon courante de promettre). Curieusement, les verbes désignant un acte performatif ne sont pas tous des verbes performatifs : on n’insulte pas quelqu’un en lui disant « Je t’insulte », mais en employant des injures.
Quand il utilise un verbe performatif dans un énoncé tel que « Je t’invite à aller au cinéma », l’énonciateur décrit sa propre action, puisque le mode utilisé est l’indicatif, ainsi dénommé parce qu’il sert à fournir des « indications » sur ce qui se passe. Mais cette action consiste justement à dire « Je t’invite à aller au cinéma ». On dit ce qu’on fait, mais on le fait en le disant, ce qui semble paradoxal. Les logiciens se méfient de ce type de formules qui décrivent leur propre emploi, qui sont – disent-ils – « réflexives », car ils démontrent qu’elles peuvent aboutir à des « paradoxes », c’est-à-dire à des contradictions internes. Malgré le risque, les langues naturelles n’hésitent pas à en faire usage et s’en portent fort bien. Elles fonctionnent efficacement, mais selon des mécanismes qui, comme l’a souligné Ludwig Wittgenstein, ne sont pas toujours ceux de la logique. Il n’appartient donc pas aux logiciens de les régenter.
Pour accepter l’invitation d’aller au cinéma, l’usager récepteur a, à sa disposition, bien des manières de dire (les langues sont très riches !). Il peut dire « J’accepte », en faisant usage d’un verbe performatif, mais il peut aussi bien utiliser l’énoncé : « J’irai ». Au premier abord, ce second énoncé a simplement l’air de décrire une action future, et cette interprétation serait suffisante s’il s’agissait de répondre à la question : « As-tu l’intention d’aller demain au cinéma ? » On relève au passage que « décrire » n’est, pas plus qu'« insulter », un verbe performatif, et, qu'habituellement, un énoncé descriptif ne signale pas qu’il décrit. C’est au destinataire d’en prendre conscience ; comme on l'a vu, une partie du sens attribué aux énoncés ne correspond à aucun mot ou à aucune expression explicite. Et dans le cas présent, où il s’agit de répondre à une invitation, l’auditeur comprendra que le second énonciateur accepte sans que rien le dise explicitement.

#### Classement des énoncés performatifs
Parmi les énoncés performatifs (c’est-à-dire, sinon performants, à tout le moins susceptibles de l’être), on peut distinguer :
- les énoncés à « performativité lexicalement dénommée » : donc ceux qui comprennent un verbe performatif (type « J’accepte ») ou, mais bien plus rarement, du moins en français, un mot d’une autre classe désignant l’acte accompli (par exemple « Rectification ! » pour indiquer qu’on modifie ce qu’on vient de dire) ;
- les énoncés à « performativité indiquée autrement » : cette indication peut consister en un procédé grammatical, ainsi l’usage du mode impératif pour inciter l’auditeur à faire telle ou telle chose, de la tournure interrogative utilisée pour poser une question ; mais il existe aussi des interjections spécialisées : « chut ! » demande le silence, « halte ! » constitue une injonction pour s’arrêter, « bis » peut inviter à donner une nouvelle exécution d’un morceau de musique ou d’un spectacle, etc ;
- les énoncés à « performativité non exprimée » : ils sont de types très variés, allant des énoncés déclaratifs comme « J’irai » examiné plus haut jusqu’à des formules toutes faites (« Pardon », pour demander pardon ; « Faute ! » au tennis pour signaler qu’on juge qu’une faute a été commise, etc.), en passant par les fausses interrogations comme « Pouvez-vous me passer le sel ? » où il s’agit en réalité d’une requête : l’interlocuteur est sollicité de passer le sel. « Ici ! » peut indifféremment être une réponse à une question, donc descriptif, une exclamation ou un ordre d’une énergique brièveté – l’intonation pouvant marquer la différence.

Dans la première de ces trois catégories, on ne trouve que des énoncés qui ne sont pas toujours performants, même s’ils le sont en général. Tout dépend alors de l’énonciation, du contexte verbal (« cotexte ») où elle intervient, de la situation concrète où se trouvent les interlocuteurs. De tels énoncés sont en effet de forme déclarative, donc apparemment descriptifs, et ils peuvent, dans un contexte approprié, ne revêtir que cette fonction.
Dans la troisième, le caractère performatif devrait être foncièrement épisodique, si bien que d’autres interprétations restent possibles. En fait, dans certaines tournures, il est si fréquent qu’il en devient conventionnel. Il en est d’ailleurs qui, prises à la lettre, recevraient difficilement un sens raisonnable. Ainsi une simple réponse verbale, par « oui » ou « non », à la question « Pouvez-vous me passer le sel ? », aurait toute chance de paraître absurde, en dehors de circonstances tout à fait exceptionnelles. Cela montre bien qu’il ne s’agit pas d’une vraie question. La force illocutoire est autre.
Seule la seconde catégorie ne comporte en principe que des énoncés constamment performants. C’est pourtant à elle que la pragmatique s’est le moins intéressée, sans doute parce que ce domaine lui semblait présenter moins de difficulté : les méthodes plus traditionnelles pouvaient s’y appliquer.

## Le sens implicite

### Les composants du sens
Comme on l'a vu, l'énonciateur a le privilège de choisir les énoncés qu’il va utiliser et d’en déterminer le sens. Mais il a aussi à se faire comprendre. Sous peine de violer les règles du jeu langagier, qui stipulent que la tâche du destinataire ne consiste pas à résoudre au hasard des devinettes, il lui revient de s’assurer que son partenaire a les moyens de reconstituer le sens. Avant d'examiner quels sont ces moyens, il faut revenir sur les différents composants de ce qu’est le sens (conçu dans une acception très large) :
- le sens conventionnel des mots, décrit dans les dictionnaires, relève de la sémantique classique, de même que la combinatoire permettant d’attribuer à la phase un sens global à partir de celui des mots.
- les problèmes posés par la référence, autrement dit la question des rapports entre les énoncés et leurs éléments d’une part, les constituants de la réalité d’autre part, sont loin d’être complètement éclaircis ; ils paraissent à peu près du même ordre pour tous les énoncés, performatifs ou non. Il faut cependant souligner que les énoncés performatifs, dans la mesure où ils évoquent non seulement la réalité ou les représentations que nous en avons, mais encore soit du purement imaginaire, soit ce qu’on voudrait voir se produire, contribuent aux difficultés de la sémantique.
- il faut distinguer le sens posé, qui est à peu près le sens conventionnel, le contenu des mots, du sens présupposé ; le critère étant qu’en général, et contrairement au sens posé, les présupposés ne sont pas modifiés quand l’énoncé prend une forme négative ou interrogative. À cette paire, on avait ajouté l’implicite, ou en un terme plus imagé, le « non-dit » (la terminologie n’étant guère fixée, on parle aussi, par exemple, de « sous-entendus » ou d'« inférences », les définitions et les usages pouvant varier sensiblement).
- il y a lieu également de prendre en compte la force illocutoire, alors qu’elle n’est pas toujours, loin de là, signifiée expressément par un mot ou une expression.

### Le sens
D’une façon générale, on s’aperçoit que les destinataires tirent des énoncés plus d'information qu’il n’en figure explicitement dans les mots. Si je lis sur la porte d’une épicerie un écriteau « Ouvert le dimanche », je considérerai qu’il signifie « Ouvert même le dimanche », donc le dimanche, mais aussi les autres jours. À l’inverse, sur un bureau administratif l’inscription « Ouvert du lundi au vendredi », apparemment parallèle à la précédente, donnera lieu à une interprétation différente, comme s’il y avait « Ouvert seulement du lundi au vendredi », donc pas le samedi ni le dimanche. De tels exemples regardent le contenu de l’énoncé. Mais d’autres, déjà donnés, concernent dans l’énonciation l’acte de langage effectué en utilisant l’énoncé, sa force illocutoire. Il est apparu que le même énoncé « Son exposé a la note 12 » pouvait être compris différemment, comme une constatation, comme une invention ou encore comme une notation. De même, selon les circonstances, « Ça va » sert à donner des nouvelles ou à pardonner. Autre exemple : « Il pleut » peut constituer un renseignement désintéressé sur le temps qu’il fait, mais aussi un argument pour ne pas sortir, ou encore un avertissement d’avoir à se munir d’un parapluie.
De même, en remarquant que « La poubelle est pleine », ce qui, dans la forme, semble être une simple constatation, on peut accomplir bien des actes annexes : solliciter l’auditeur de vider la poubelle, lui reprocher de ne pas l’avoir fait à temps, se plaindre d’une grève des éboueurs et de ses conséquences fâcheuses, etc. Rien d’explicite ne signale ces actes, et pourtant le destinataire en a bien conscience, comme le montrera la diversité de ses réactions. S’il prend l’énoncé pour une requête d’avoir à vider la poubelle, il pourra rétorquer : « Ce n’est pas mon tour de la vider ». S’il le considère comme une accusation de retard, on aura une réponse telle que : « J’ai oublié de la vider », à interpréter comme une excuse. Enfin, s’il y voit une allusion à la grève des éboueurs, cette façon de comprendre se manifestera éventuellement par : « J’ai entendu dire que la grève va se terminer ». Or, la plupart du temps, de telles réactions ne surprendront pas l’auteur de l’énoncé initial. Cela montre bien qu’il prévoyait la façon dont son énonciation serait reçue.
De tels exemples se présentent de prime abord comme des constatations, mais le sens qu’ils peuvent revêtir déborde largement la description pure. Cependant qu’en est-il de la description elle-même ? Elle recourt, a-t-il été dit, au mode indicatif. Or, bien des linguistes, tel André Martinet, ont remarqué que, dans la plupart des langues, il n’y a pas de marque d’indicatif, alors que les modes non-indicatifs, par exemple le subjonctif, en comportent en général une : en français, le subjonctif peut se caractériser par un suffixe -i- (chant-i-ons), un radical caractéristique (fasse opposé à fais ou fait), parfois les deux (fass-i-ons). On peut, soit considérer que l’indicatif a une marque zéro, soit y voir un non-mode, la forme fondamentale du verbe, sans spécification modale. Selon cette dernière interprétation, l’acte de description lui-même relèverait du non-dit dans la plupart des cas.[réf. nécessaire]

### Le calcul interprétatif du sens
Comment les destinataires parviennent-ils à établir le sens d’une énonciation quand ce sens est ainsi l’aboutissement d’une « dérivation », c’est-à-dire quand il n’est pas lié au signifiant par un rapport immédiat stocké dans la mémoire, mais résulte d’une sorte de raisonnement, généralement automatique et inconscient ? On considère que pour faire ce raisonnement, parfois appelé « calcul interprétatif », ils utilisent, outre l’énoncé lui-même, diverses sources d’information et se conforment à diverses règles.
Une conception assez répandue aujourd'hui envisage l’esprit comme un ensemble de systèmes souvent appelés, d’un terme traditionnel, facultés (conception « modulaire » de l’esprit-cerveau). Tout usager du langage possèderait ainsi diverses compétences, étant un ensemble organisé de connaissances et de mécanismes psychologiques. Ainsi distingue-t-on :
- la compétence linguistique ;
- la compétence encyclopédique ;
- la compétence logique ;
- la compétence rhétorico-pragmatique.

Par compétence linguistique, on entend la maitrise d’une langue, de sa prononciation, de son lexique, de sa syntaxe, etc. ; par compétence logique, l’aptitude à raisonner de manière logique, à déduire, à apercevoir les tenants et les aboutissants d’une idée, à relier les idées entre elles, etc. ; par compétence encyclopédique, les connaissances d’ordre varié portant sur l’infinie diversité des sujets dont une langue permet de parler (étant donné qu’il est à peu près impossible de comprendre un énoncé, aussi clair soit-il, sur un sujet dont on ignore à peu près tout) ; par compétence rhetorico-pragmatique, les mécanismes dont il va maintenant être question. On peut ranger sous la rubrique « compétence de communication » l’ensemble de ces diverses compétences, mais il faut être conscient qu’une appellation aussi générale englobe aussi les moyens non linguistiques de communication. Les compétences varient bien entendu d’un individu à l’autre : ainsi la compétence logique d’un mathématicien sera-t-elle vraisemblablement plus étendue que celle du commun des mortels.
Reprenons l’exemple de « La poubelle est pleine » et supposons que le locuteur, en prononçant la phrase, lui attribue la force illocutoire d’une requête de vider la poubelle. Comment le destinataire peut-il comprendre qu’il s’agit bien d’une requête, puisque ce n’est dit nulle part et que d’autres interprétations seraient a priori possibles ? Il attribue une première interprétation à l’énoncé en vertu de sa compétence linguistique : il peut hésiter sur le caractère descriptif de l’énonciation, mais supposons qu’il l’admette en l’absence d’indice poussant à la comprendre autrement. Il sait, par sa compétence encyclopédique, que les ordures ménagères se mettent habituellement dans la poubelle familiale, que la présence d’ordures en dehors de la poubelle est dommageable ou considérée comme telle, qu’il existe aussi pour les ordures un récipient extérieur, dont les éboueurs municipaux évacuent régulièrement le contenu, qu’on a coutume de vider la poubelle dans ce récipient, que lui-même peut le faire et l’a déjà fait. Sa compétence logique lui permet d’établir un lien entre ces connaissances : on vide la poubelle dans le récipient extérieur de façon à laisser de la place pour de nouvelles ordures, et on peut toujours le faire puisque ce récipient est à son tour régulièrement vidé. Reste à déterminer comment, de cet ensemble de connaissances et de rapports logiques (ou pseudo-logiques), on passe à l’interprétation que c’est au destinataire de l’énonciation qu’il revient de vider la poubelle. Les pragmaticiens suggèrent que la compétence rhétorico-pragmatique comporte la règle suivante : décrire une situation dommageable à quelqu’un qui est en mesure de la faire cesser, c’est inciter cette personne à la faire cesser. Dès lors, le sens souhaité s’obtient facilement.
Tout cela peut paraître simpliste ou incertain. Il est cependant probable que le sens adéquat ne peut être reconstitué que par des mécanismes de ce genre, fonctionnant à partir des connaissances et des règles que nous avons rappelées. Peu de chose suffit du reste à favoriser une force illocutoire différente : par exemple la connaissance d’un tour de rôle entre les personnes de la famille chargées de vider la poubelle et du jour où on est. Si ce n’est pas le jour du destinataire, le sens injonctif « Vide est la poubelle » devient bien moins vraisemblable, et il peut s’agir d’une réflexion du type « On ne peut jamais compter sur lui » sur l’incurie d’un tiers. Mais à son tour, la connaissance de l’estime, haute ou piètre, en laquelle le locuteur tient le défaillant favorisera ou défavorisera ce dernier sens. On laisse le soin au lecteur de poursuivre l’expérience mentale, en imaginant des variantes à cette situation et en en déduisant le sens émergeant alors.
La règle qui a été suggérée demeure cependant d’application assez restreinte et on se demandera si la compétence rhétorico-pragmatique peut être décrite comme un simple conglomérat de telles règles. Il est souhaitable, pour expliquer son efficacité, de découvrir des principes plus généraux, entretenant de préférence entre eux une liaison organique. C’est ce qui va être examiné maintenant.

### Les lois du discours
Énumérons-en plusieurs, en nous inspirant des analyses d’Oswald Ducrot, qui leur donne ce nom. Elles expliquent le choix d’une expression ou d’un sujet plutôt que d’un autre, mais guident aussi l’auditeur dans sa reconstitution du sens, car le locuteur, censé les respecter, n’est pas libre d’affecter à un énoncé un sens qui les enfreindrait. Ces lois sont en effet des sortes de conventions, analogues aux règles d’un jeu : qui prend part au jeu en accepte les règles, sinon il se rend coupable de tricherie. De même, qui se sert du langage se soumet à ses lois, sous peine de se marginaliser.
La première est la loi de la « sincérité ». On est tenu de ne dire que ce qu’on croit vrai et même que ce qu’on a des raisons suffisantes de tenir pour tel. Autrement, on s’expose à l’accusation de parler à la légère. Sans cette convention, aucune espèce de communication, même le mensonge, ne serait possible, puisque l’auditeur n’accorderait a priori aucune confiance au locuteur. Apparemment, cette loi va de soi. Mais elle ne vaut que dans la mesure où le langage a une fonction descriptive. Lorsque la fonction est autre, par exemple dans un roman, où les descriptions sont, par convention, illusoires, elle est sans objet. Il est donc normal que certains indices révèlent au destinataire si oui ou non elle s’applique. C’est bien pourquoi on fait souvent figurer les indications « Roman » ou « Nouvelle » sur la couverture des livres qui appartiennent à ces genres. Mais comme la littérature d’imagination est aujourd’hui dominante, on se dispense souvent de les donner. Il y a donc des possibilités de méprise, en particulier à l’oral où les indices, à supposer qu’ils existent, sont de toute façon plus fugitifs. La plaisanterie, dont le sel consiste à « faire comme si » ce qu’on disait était vrai alors que ce ne l’est pas, constitue de ce point de vue un domaine à haut risque : l’auditeur peut prendre l’énoncé « au sérieux », ce qui entraîne de fâcheux quiproquos.
En second lieu, le fonctionnement du langage est soumis à une loi d’« intérêt », selon laquelle on n’est en droit de parler à quelqu’un que de ce qui est susceptible de l’intéresser. Ainsi s’expliquerait la difficulté d’engager la conversation avec un inconnu : on ne sait pas quel sujet aborder avec lui sans violer la convention d’intérêt. Aussi existe-t-il des sujets passe-partout, censés intéresser tout le monde et bien commodes pour nouer connaissance, le temps qu’il fait par exemple. Tout le monde est concerné par le chaud, le froid, la pluie, le soleil… Mais, il est des privilégiés qui échappent à cette existence. Ce sont les dépositaires de l’autorité, dont la parole s’impose à tous comme si elle était de soi intéressante. C’est ainsi que les enseignants, en tant que représentants qualifiés de la société, ont droit à la parole devant leur auditoire scolaire. Si, à ce qu’ils disent, celui-ci ne prend pas effectivement intérêt, il n’a d’autres ressources que de penser à autre chose ou de donner un exutoire à son mécontentement sous forme de chahut.
À peu près tous les « principes » qu’on peut invoquer connaissent, en effet, des exceptions, qu’on ne peut expliquer qu’en recourant à d’autres principes, parfois, on le verra, franchement contradictoires.
Ainsi en est-il justement de la loi d'« informativité ». D’après elle, un énoncé doit apporter à son destinataire des informations qu’il ignore. Sinon, le locuteur s’expose à des ripostes du type « Je le sais déjà » ou « Tu ne m’apprends rien ». Pourtant, en parlant de la pluie et du beau temps, on n’enseigne généralement rien à son interlocuteur. Tout se passe comme si devant une urgente obligation de parler et devant la nécessité de satisfaire les principes régissant la parole, on donnait la priorité à la convention d’intérêt sur la convention d’informativité.
Par ailleurs, un énoncé bien formé, s’il doit contenir de l’information neuve, doit aussi rappeler des choses déjà sues (redondance). Dans le cas contraire, il semble que la trop grande information, dépassant les capacités d’assimilation de l’auditeur, gêne la compréhension. Les linguistes ont distingué à ce point de vue dans tout énoncé le « thème » et le « rhème » (on dit aussi, au lieu de rhème, « focus » ou « propos »), le thème reprenant le déjà connu et le rhème constituant l’apport original exigé par le principe d’information. Si on met en parallèle le point de vue énonciatif et le point de vue grammatical, on constate que, dans les langues à sujet comme le français, il y a affinité entre la partie sujet et le thème, la partie prédicative et le rhème.
D’autre part, l’expression de l’information semble obéir à une loi dite d'« exhaustivité », stipulant que le locuteur est tenu de donner, dans un domaine donné, l’information maximale compatible avec la vérité. Entendant dire quelqu’un qu’il a trois enfants, on comprendra qu’il n’en a pas quatre, ce qui pourtant n’est pas explicite. Or, il existe un procédé exactement inverse, celui de la « litote ». La litote consiste à dire moins qu’on ne veut laisser entendre. Ainsi, dans Le Cid, Chimène adresse à Rodrigue un « Va, je ne te hais point » qui en réalité signifie qu’elle l’aime, et qu’il comprend ainsi ; un tel énoncé signifierait qu’il lui est indifférent, si c’était la loi d’exhaustivité qui s’appliquait. Mais on est loin encore d’avoir répertorié tous les mécanismes expliquant pourquoi parmi ces lois c’est tantôt l’une tantôt l’autre qui s’applique. De même, à ce jour, nul n’a fourni une liste complète des lois de discours.

### Les maximes conversationnelles
Le philosophe américain Paul Grice (1913-1988) a, le premier, dégagé des « maximes conversationnelles », ressortant d'une « logique de la conversation » et auxquelles les interlocuteurs seraient tenus de se conformer. Au nombre de quatre – quantité, qualité, pertinence et manière – elles dépendraient toutes d’un principe très général de coopération, applicable à l’ensemble du comportement humain et donc à la conversation. Elles recoupent en partie les lois du discours décrites ci-dessus. Sous la forme que Grice leur donne, elles ont du reste un champ d’application restreint, car elles ne valent que pour les aspects descriptifs (vériconditionnels) de la conversation.
Mais Grice s’est efforcé de montrer comment l’auditeur pouvait prendre appui sur elles pour déceler ce qui ne figurait pas dans un énoncé. Quand l’énoncé les enfreint, il doit supposer que l’infraction est seulement apparente, puisque autrement le locuteur n’aurait pas appliqué le principe de coopération, dont dépendent les maximes elles-mêmes. Il faudra donc chercher une hypothèse sémantique selon laquelle elles sont respectées, bien que seulement dans la mesure du possible. Si à une question sur l’adresse de quelqu’un, on répond « Il habite quelque part dans le Midi », la réponse ne comporte pas toute la précision qu’exigent les maximes de quantité et de pertinence ; mais le locuteur n’en a pas dit davantage à cause de la maxime de qualité, qui oblige à n’avancer que ce qu’on sait de source assurée. Autrement dit, il a violé certaines maximes pour en respecter une autre. Et l’auditeur est fondé à considérer que le sens à reconstituer inclut d’une certaine façon « Je n’en sais pas plus ».
L’explication, bien sûr, n’est que partielle. Car l’énoncé aurait pu être tout aussi bien « Je ne sais pas au juste », et son interprétation n’aurait pas soulevé de problème. Pourquoi choisit-on de faire compliqué alors qu’on aurait pu faire simple ? Dans le cas examiné, on peut donner une réponse : le locuteur profite de la situation pour indiquer brièvement ce qu’il sait, même si c’est insuffisant pour satisfaire le destinataire. Dans d’autres cas, l’avantage est pour le locuteur de pouvoir éventuellement refuser la responsabilité du sens non-dit. Plus l’écart est grand entre le sens conventionnel, donc explicite et le sens indirect, donc implicite, qu’on peut prêter à l’énoncé, plus le locuteur a la possibilité d’affirmer de bonne ou de mauvaise foi, qu’il n’a pas envisagé le sous-entendu en question. Le langage offre des ressources multiples pour suggérer sans dire. Mais on ne voit pas toujours aussi clairement les raisons qui poussent à inclure dans l’énoncé du sens non-dit, au lien de s’exprimer explicitement. De toute manière, l’interprétation se fait aux risques et périls du destinataire. La nécessité où il est mis de reconstituer du sens non-dit l’oblige à une démarche plus ou moins contournée et plus ou moins incertaine. Ainsi se trouve renforcée la dominance signalée plus haut de l’énonciateur sur le destinataire. Bien que cette vision puisse encore être étudiée puisque l'on peut considérer que la réussite ou l’échec de la communication (au sens large) de l'énonciateur est soumise à la bonne interprétation par le destinataire. Ce qui, comme on l'a vu, peut fréquemment ne pas être le cas. Dans cette optique, c'est bien le destinataire qui est garant de l'achèvement des intentions de l'énonciateur et qui peut donc être placé dans une position dominante au sein de l'acte de communication.